# Xanthogaleruca
Genre
Xanthogaleruca est un genre de coléoptères chrysomélidés phyllophages de la sous-famille des Galerucinae (galéruques), et de la tribu des Galerucini.

## Systématique
- Le genre Xanthogaleruca a été décrit par l'entomologiste français Victor Laboissiere (1875-1942), en 1934[1].
- L'espèce type pour le genre est Xanthogaleruca luteola (Müller, 1766)

### Synonymie
- Decoomanius Laboissiere, 1927
- Chapalia Laboissiere, 1929
- Tricholochmaea Laboissiere, 1932

### Taxinomie
Liste des espèces
- Xanthogaleruca aenescens
- Xanthogaleruca flavescens
- Xanthogaleruca luteola (Müller, 1766)
- Xanthogaleruca maculicollis
- Xanthogaleruca nigromarginata
- Xanthogaleruca orientalis
- Xanthogaleruca seminigra
- Xanthogaleruca subaenea
- Xanthogaleruca subcoerulescens